# Драйфельден
Драйфельден (нем. Dreifelden) — община в Германии, в земле Рейнланд-Пфальц. 
Входит в состав района Вестервальд. Подчиняется управлению Хахенбург.  Население составляет 284 человека (на 31 декабря 2010 года). Занимает площадь 5,10 км².

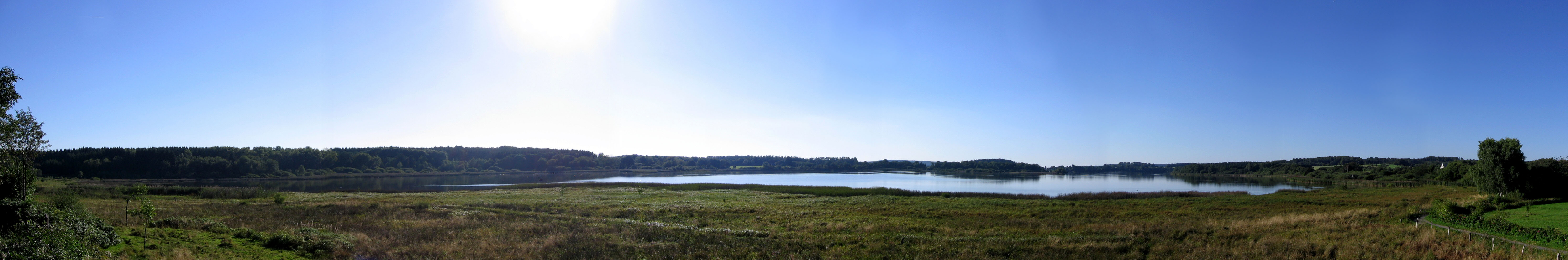
Драйфельден - панорама.